# Nombre perfecte
Un nombre perfecte és un enter que és igual a la suma dels seus divisors positius, excepte ell mateix. Així, 6 és un nombre perfecte, perquè els seus divisors propis són 1, 2 i 3, i 6 = 1 + 2 + 3. Els següents nombres perfectes són 28, 496 i 8.128.
Els nombres perfectes estan relacionats amb els nombres primers de Mersenne: si M és un primer de Mersenne (un nombre primer que és una unitat menor que una potència de 2), aleshores M(M+1)/2 és un nombre perfecte, és a dir, que 2n−1(2n − 1) és un nombre perfecte. Això va ser demostrat per Euclides en el segle IV abans de la nostra era:
per a n = 2: 2¹(2² − 1) = 6
per a n = 3: 2²(23 − 1) = 28
per a n = 5: 24(2⁵ − 1) = 496
per a n = 7: 2⁶(27 − 1) = 8128
A més, Euler va demostrar en el segle xviii que tots els nombres perfectes parells són d'aquesta forma. També està demostrat que l'última xifra de qualsevol nombre perfecte parell ha de ser 6 o 8.
No es coneix l'existència de nombres perfectes senars. No obstant això, existeixen alguns resultats parcials: si hi ha un nombre perfecte imparell, ha de complir, entre d'altres, les condicions següents: ser major que 10300; tenir almenys 8 factors primers diferents (i com a mínim 11 si no és divisible per 3); un d'aquests factors ha de ser major que 107, dos d'aquests han de ser majors que 10.000 i tres han ser majors que 100; tenir, com a mínim, 75 factors primers (incloent-hi repeticions).
Considerant la suma dels divisors propis, hi ha altres tipus de nombres.
- Nombres deficients: la suma dels divisors propis és menor que dues vegades el nombre.
- Nombres abundants: la suma és major que dues vegades el nombre.
- Nombres amics: a i b són tals que a és la suma dels divisors de b i viceversa.
- Nombres sociables: com els amics, però amb un cicle major de nombres.

## Implementació en informàtica
En C++ es pot escriure un codi com el que segueix per tal de trobar si un nombre és perfecte. El mètode mostrat és el més eficient, amb cost {\displaystyle O({\sqrt {n}})}.
```
bool
 
es_perfecte
 
(
int
 
n
)
 
{

 
int
 
sum
=
1
;

 
for
 
(
int
 
compt
=
2
;
 
compt
*
compt
<=
n
;
 
++
compt
)
 
{

 
if
 
(
compt
*
compt
==
n
)
 
sum
=
sum
+
compt
;

 
else
 
if
 
(
n
%
compt
==
0
)
 
{

 
sum
=
sum
+
compt
;

 
sum
 
=
 
sum
 
+
 
n
/
compt
;

 
}

 
}

 
if
 
(
sum
==
n
 
and
 
n
!=
0
 
and
 
n
!=
1
)
 
return
 
true
;
 

 
else
 
return
 
false
;

}

```

En Java:
```
public
 
static
 
boolean
 
perfecte
(
int
 
n
)
 
{

 
return
 
divisors
(
n
)
==
n
 
&&
 
n
!=
0
;

}

public
 
static
 
int
 
divisors
(
int
 
n
)
 
{

 
int
 
suma
 
=
 
0
;

 
for
 
(
int
 
i
 
=
 
1
;
 
i
 
<
 
n
;
 
++
i
)
 
{

 
if
 
(
n
%
i
 
==
 
0
)
 
suma
 
+=
 
i
;

 
}

 
return
 
suma
;

}

```

En Python:
```
def
 
perfecte
(
n
):

 
return
 
divisors
(
n
)
 
==
 
n

def
 
divisors
(
n
):

 
suma
 
=
 
0

 
for
 
i
 
in
 
range
(
1
,
 
n
):

 
if
 
n
%
i
 
==
 
0
:
 
suma
 
+=
 
i

 
return
 
suma

```